# Chorey-les-Beaune
Chorey-les-Beaune este o comună în departamentul Côte-d'Or, Franța. În 2009 avea o populație de 523 de locuitori.

## Evoluția populației
| An        | 1975 | 1982 | 1990 | 1999 | 2006 | 2009 |
| --------- | ---- | ---- | ---- | ---- | ---- | ---- |
| Populație | 484  | 503  | 508  | 516  | 468  | 523  |